# Manuela Obermeier
Manuela Obermeier (* 1970 in München) ist eine deutsche Schriftstellerin.

## Leben
Manuela Obermeier schrieb bereits als Kind, machte nach dem Abitur jedoch eine Ausbildung bei der Polizei in Bayern. Im uniformierten Dienst war sie dort im Jahre 1990 eine der ersten Frauen. Heute ist die Polizeihauptkommissarin unter anderem in der Abteilung Früherkennung tätig. Als Schriftstellerin war sie zunächst Mitglied der Polizeipoeten, bevor sie sich den Mörderischen Schwestern anschloss. Dort wurde sie während eines Romanseminars von einem Literaturagenten entdeckt, der ihr Manuskript an den Ullstein Verlag vermittelte. 2016 erschien dort ihr erster Roman um die Kommissarin Toni Stieglitz.
Manuela Obermeier ist verheiratet und lebt in Moorenweis im Landkreis Fürstenfeldbruck. Sie ist Sprecherin der bayerischen Regionalgruppe der Mörderischen Schwestern. 

## Werke

### Romane
- Verletzung. Kriminalroman. Ullstein Verlag, Berlin 2016, ISBN 978-3-548-28747-8
- Tiefe Schuld. Kriminalroman. Ullstein Verlag, Berlin 2017, ISBN 978-3-548-28863-5.
- Gegen Deinen Willen. Kriminalroman. Ullstein Verlag, Berlin 2019, ISBN 978-3-548-29172-7.

### Erzählungen
- Gerechtigkeit. In: Volker Uhl (Hrsg.): Die erste Leiche vergisst man nicht. Polizisten erzählen. München: Piper Verlag 2005. ISBN 978-3-492-24503-6
- Die einbeinige Spinne. In: Ingrid Werner (Hrsg.): BöfflaMORD. 29 Krimis und Rezepte aus Niederbayern. Mannheim: Wellhöfer Verlag 2016. ISBN 978-3-954-28192-3
- Venus vom Nockherberg. In: Ingrid Werner (Hrsg.): Mordsmäßig Münchnerisch. 20 Stadtteilkrimis & Rezepte. München: Hirschkäfer Verlag 2017, ISBN 978-3-940-83955-8.